# Wiesenaue
Ne pas confondre avec Wiesenau, dans l'arrondissement d'Oder-Spree.
Wiesenaue est une commune allemande de l'arrondissement du Pays de la Havel, Land de Brandebourg.

## Géographie
Wiesenaue se situe au sud du Havelländisches Luch et de la forêt de Zootzen.
La commune comprend les quartiers de Brädikow, Vietznitz, Warsow et Jahnberge.
| Friesack    |             |            |
|             | Wiesenaue   | Fehrbellin |
| Mühlenberge | Paulinenaue |            |

Wiesenaue se trouve sur la ligne de Berlin à Hambourg.

## Histoire
La commune de Wiesenaue s'est formée le 26 octobre 2003 par la fusion de Brädikow, Vietznitz et Warsow. Le ministère fédéral de l'Intérieur voulait donner le nom de Jahnberge, mais le 7 juin 2004 le conseil municipal décide du nom de Wiesenaue.[réf. nécessaire]